# Gaertnera fractiflexa
Gaertnera fractiflexa är en måreväxtart som beskrevs av Beusekom. Gaertnera fractiflexa ingår i släktet Gaertnera och familjen måreväxter. Inga underarter finns listade i Catalogue of Life.